# Little Black Submarines
Little Black Submarines è un singolo dei The Black Keys, il terzo estratto dall'album El Camino, pubblicato l'8 settembre 2012.

## Video musicale
Il video musicale, diretto da Danny Clinch e filmato durante il concerto della band al Springwater Supper Club and Lounge a Nashville, Tennessee, è stato pubblicato il 4 settembre 2012.

## Tracce
1. Little Black Submarines (radio edit) – 3:14
2. Money Maker (live) – 2:59

## Classifiche
| Classifica (2012–13)      | Posizione |
| ------------------------- | --------- |
| Canada                    | 54        |
| Stati Uniti (under 100)   | 6         |
| Stati Uniti (alternative) | 2         |
| Stati Uniti (rock)        | 6         |